# The Beirut Apt
The Beirut Apt (traduzione "l'appartamento di Beirut") è un documentario di produzione italo-britannica, diretto da Daniele Salaris in collaborazione con Gavin Hallier, la Popular Production e il Collettivo Don Quixote. Tratta della comunità LGBT libanese, raccontando la vita e i punti di vista di persone gay e lesbiche all'interno di un appartamento.
È stato presentato al Florence Queer Festival 2007.